# Prek Cali
Prek Cali lub Prekë Cali (ur. 29 lipca 1878 w Vermoshu, zm. 25 marca 1945 w Szkodrze) – albański wojskowy, przywódca antyosmańskich powstań.

## Życiorys
Przewodził powstaniom albańskim z lat 1908, 1911 i 1912. Wspierał władzę księcia Wilhelma zu Wieda, który panował w Albanii w 1914 roku. Uczestniczył w bitwie o Koplik z lat 1920–1921.
Po proklamowaniu Królestwa Albanii został awansowany na stopień kapitana (kapiten), następnie dowodził jedną z jednostek żandarmerii na północy kraju. Podjął się kolaboracji z Włochami oraz czetnikami, w 1941 roku brał udział w tłumieniu antyfaszystowskiego powstania.
W lutym 1945 roku został aresztowany przez władze komunistyczne, a 25 marca tegoż roku rozstrzelany.

## Odznaczenia i upamiętnienie
25 czerwca 1993 roku został pośmiertnie uhonorowany tytułem Męczennika Demokracji przez prezydenta Albanii Salego Berishę. Podczas prezydentury Bujara Nishaniego został także odznaczony Orderem Nderi i Kombit.